# Jevgenij Bauer
Jevgenij Francevič Bauer (ruski: Евгений Францевич Бауэр; Moskva, Rusija, 22. siječnja 1865. – Jalta, Ukrajina, 22. lipnja 1917.) bio je ruski filmski redatelj.

## Filmovi
- Sumrak ženske duše (1913.)[1]
- Volnaja ptica (1914.)
- Dijete velikoga grada (1914.)[2]
- Nijemi svjedoci (1914.)
- Slava nama, smrt neprijateljima (1914.)
- Snovi (1915.)
- Djeca stoljeća (1915.)
- Nakon smrti (1915.)
- Život za život (1916.)
- Za sreću (1917.)
- Kralj Pariza (1917.)
- Umirući labud (1917.)

## Vanjske poveznice
- Jevgenij Bauer na kino-teatr.ru